# Гьореме (національний парк)
Націона́льний парк Гьореме́ та ске́лі Каппадо́кії (ˈɟœɾeme, тур. Göreme Millî Parkı ve Kapadokyanın Kayalık Bölümleri) — музей просто неба в Туреччині. Національний парк розташований між містами Невшехір, Ургюп і Аванос, і займає площу 300 км². На теренах парку розташовані 6 церков і багато монастирських споруд.

## Розташування
Національний парк розташований у вулканічному районі гори Гасан та гори Ерджіяс у центральній Анатолії, в околицях Ургюпа, Чавушина та Гьореме. Зона парку складається з плато та високих пагорбів, розчленованих річками та річковими долинами, вирізаними водою, долини мають круто похилі схили. Частина цього терену покрито базальтовими та туфовими відкладеннями. Туф — утворено з попелу, що було викинуто вулканами мільйони років тому, яке зазнало метаморфізму у м'яку скелю, та перекрито затверділою лавою, яка утворює захисне покриття. Все це було розмито протягом тисячоліть, утворюючи різнобарвні скелі, скельні вежі, стовпи, перібаджалари. У цій місцевості випадає щорічно 380 мм опадів, рослинність рідка, за винятком річкових долин.
Найдавніші ознаки монастирської діяльності в Каппадокії можна простежити до 4 століття, коли невеликі громади ченців, слідуючи вченню єпископа Кайсері Басілея Великого, почали заселяти штучні печери, висічені в скелі. Пізніше громади переселилися у підземні монастирі, щоб уникнути навали арабів.

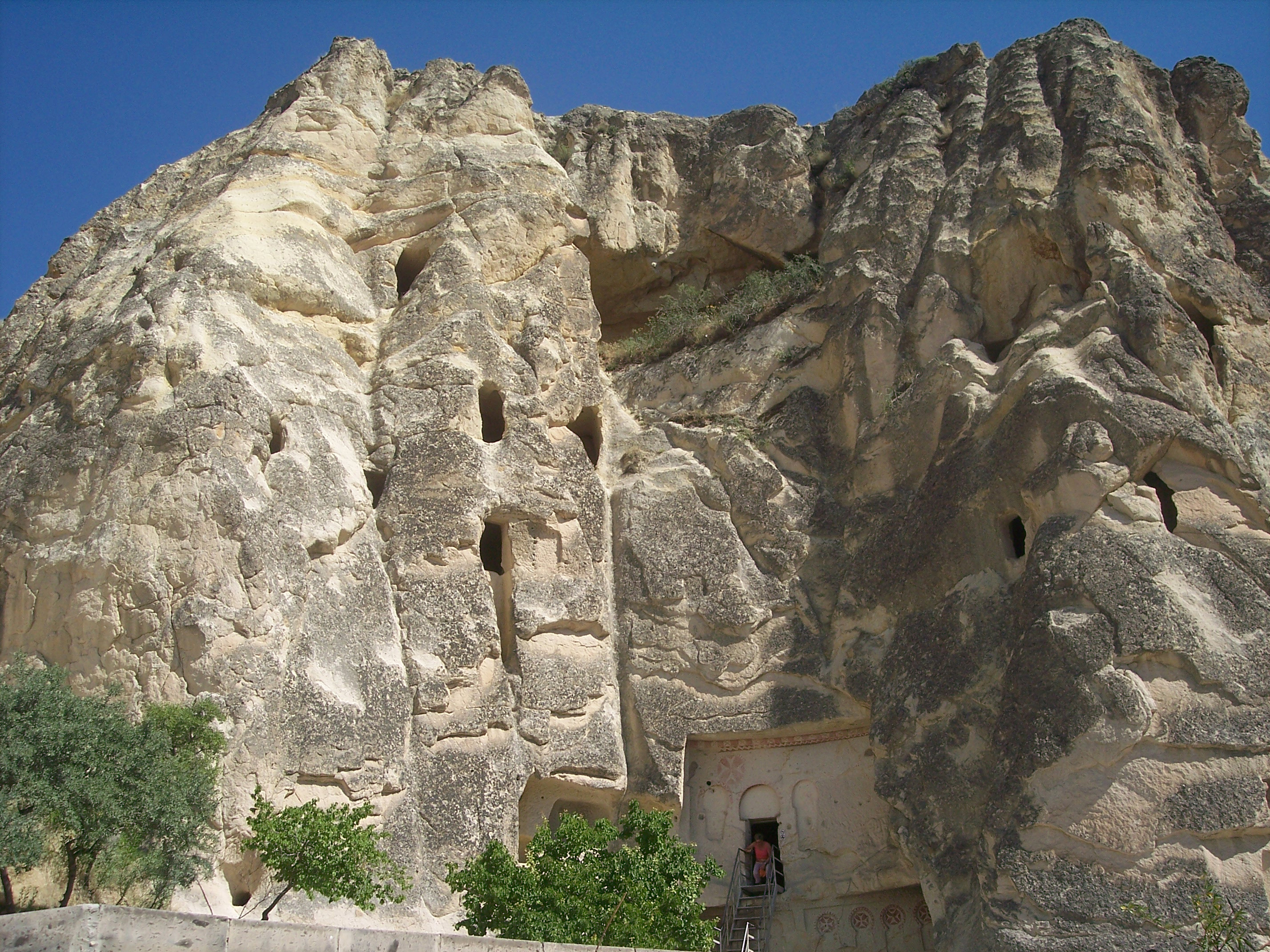
Церква з сандалями

## Історія
З VI і до кінця IX століття Гьореме був одним з найбільших християнських центрів і в його околицях нараховувалося понад 400 церков. Святий Павло вважав Гьореме найпридатнішим місцем для виховання праведників.

## План парку

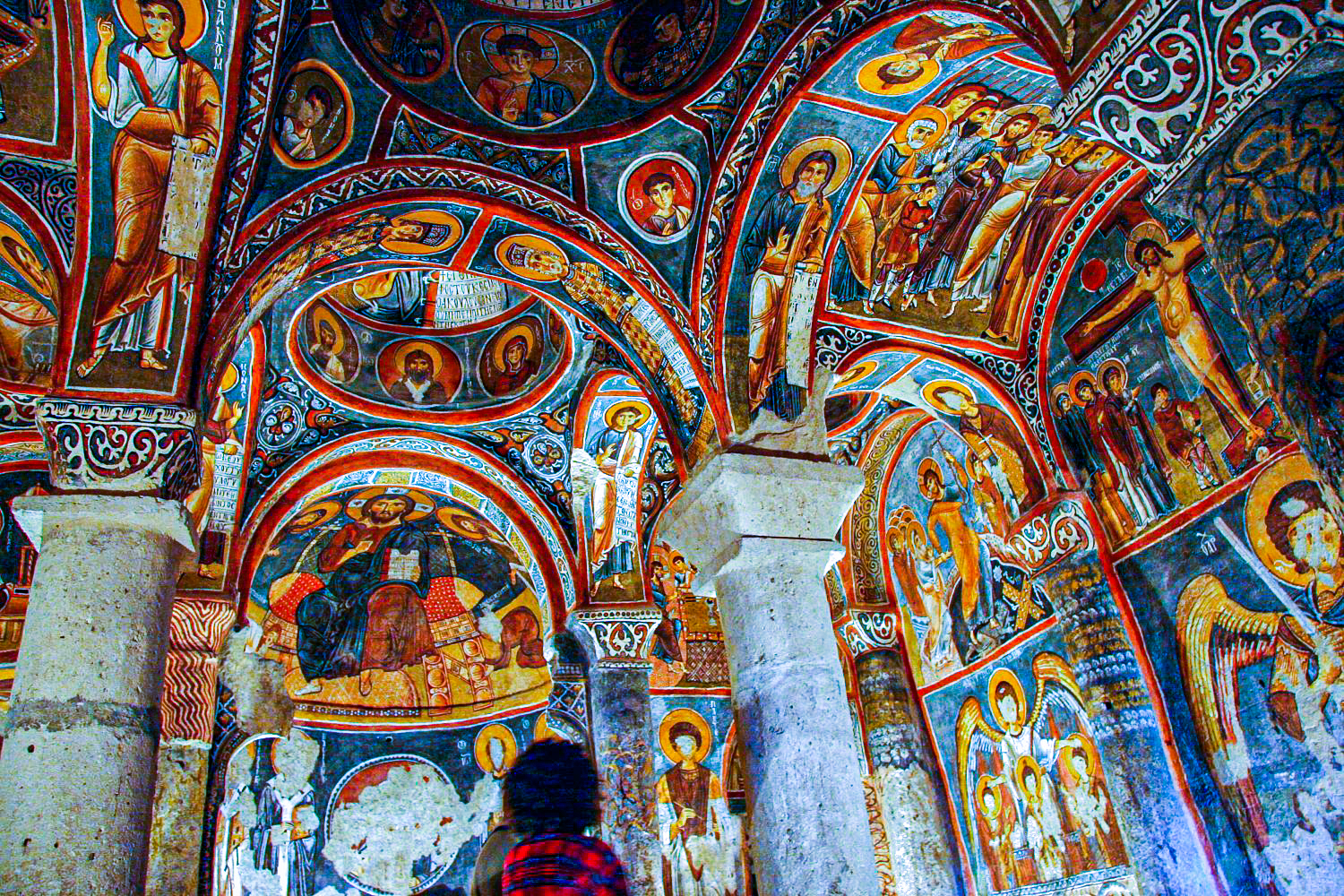
Темна церква

До парку належать такі споруди:

- Трапезна
- Жіночий монастир (тур. Kızlar Manastırı),
- Церква Св. Василія
- Яблучна церква (тур. Elmalı Kilise)
- Церква Св. Варвари
- Зміїна церква (тур. Yılanlı Kilise)
- Темна церква (тур. Karanlık Kilise) XIII ст.
- Церква з сандалями (тур. Çarıklı Kilise)

## Пам'ятники поза парком
Поруч з музеєм розташовані:
- Церква Токали (тур. Tokalı Kilise)
- Церква Сакли (тур. Saklı Kilise)
- Церква Ель Назар (тур. El Nazar Kilisesi)
- Церква Киличлар (тур. Kılıçlar Kilisesi)
- Церква Мер'єм Ана (тур. Meryem Ana Kilisesi)

## Фотогалерея парку

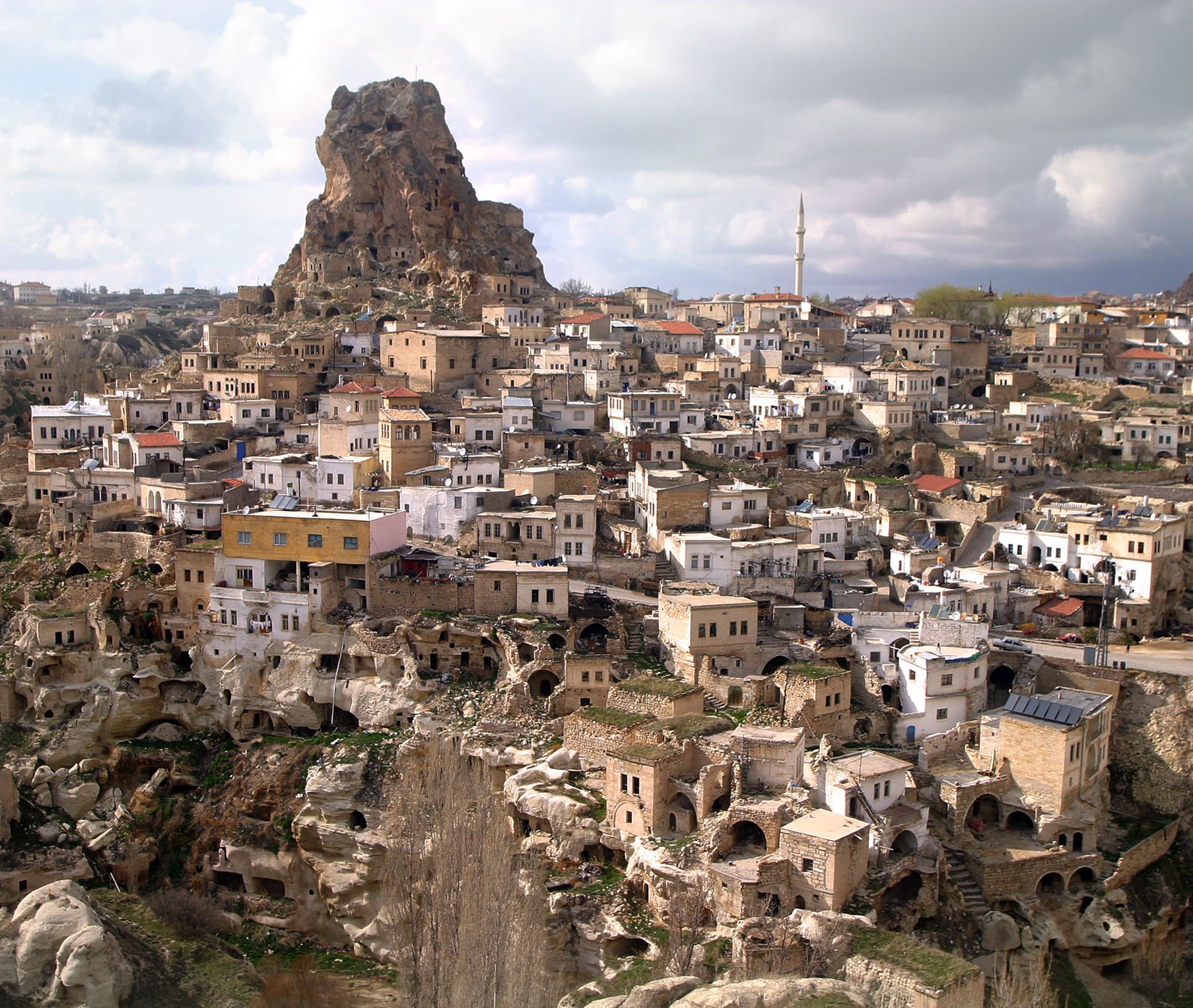
Місто в регіоні Ортахісар
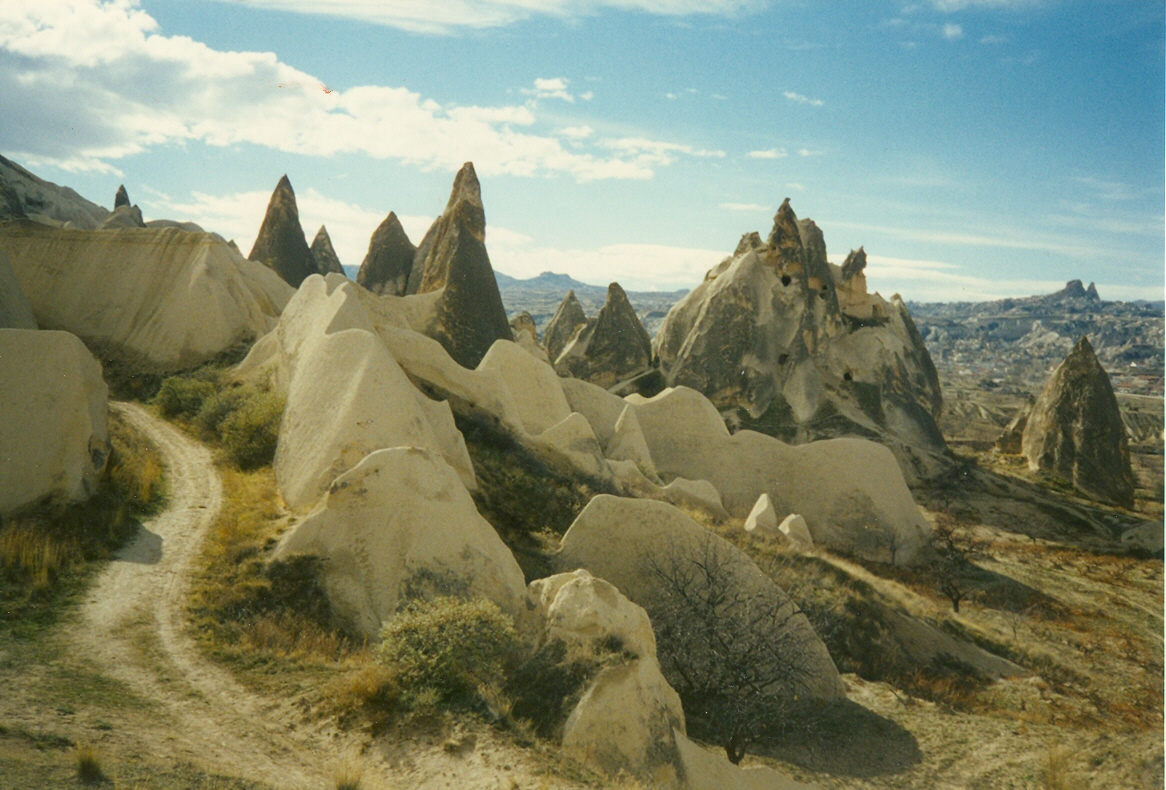
Скелі в долині парку
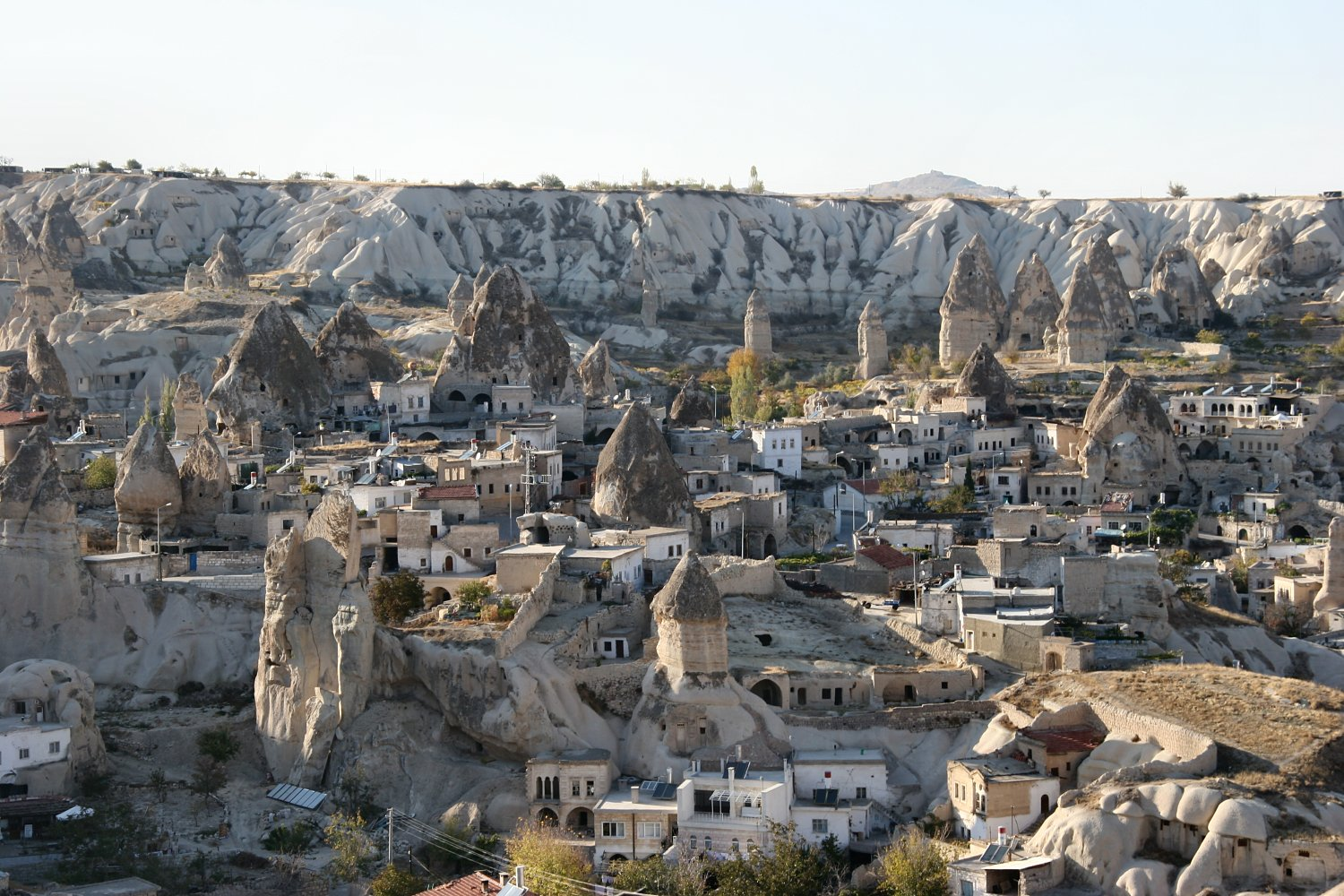
Вид на місто Гьореме
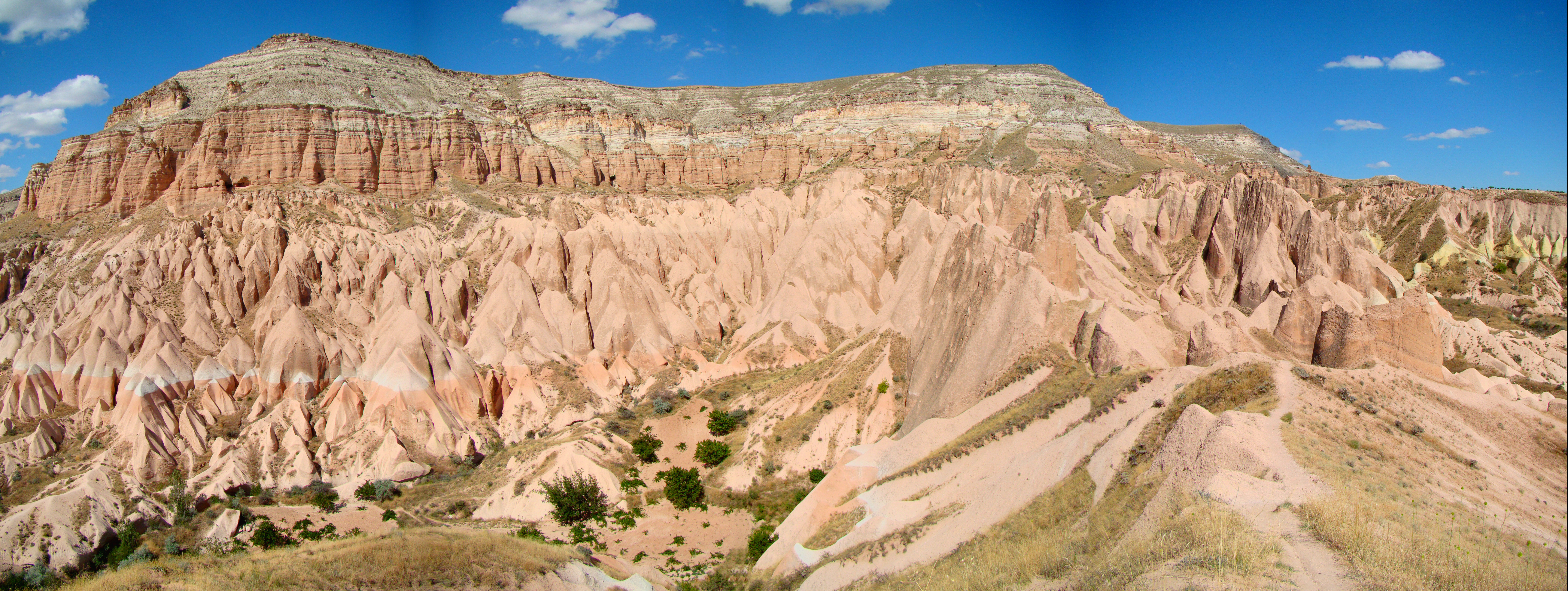
Панорамний вид на гору Актепе
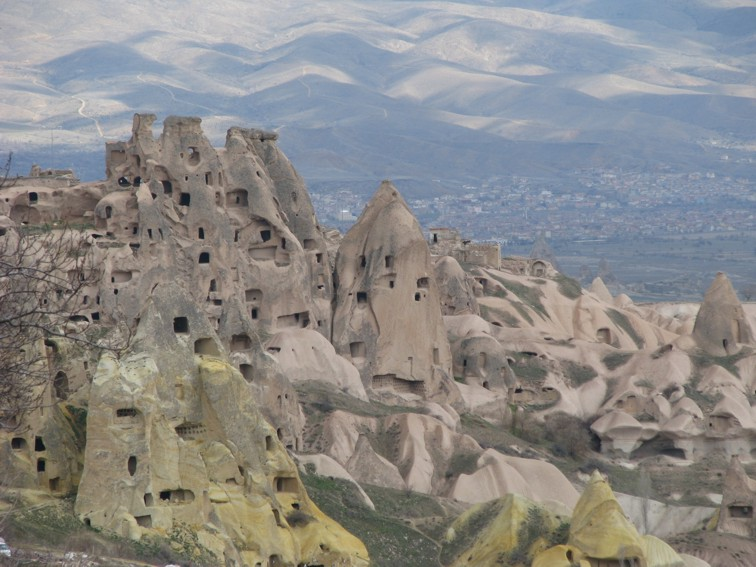
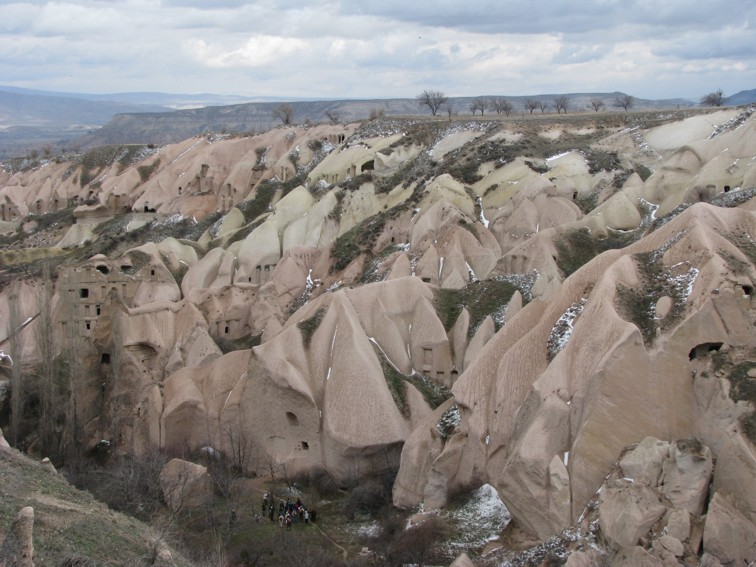
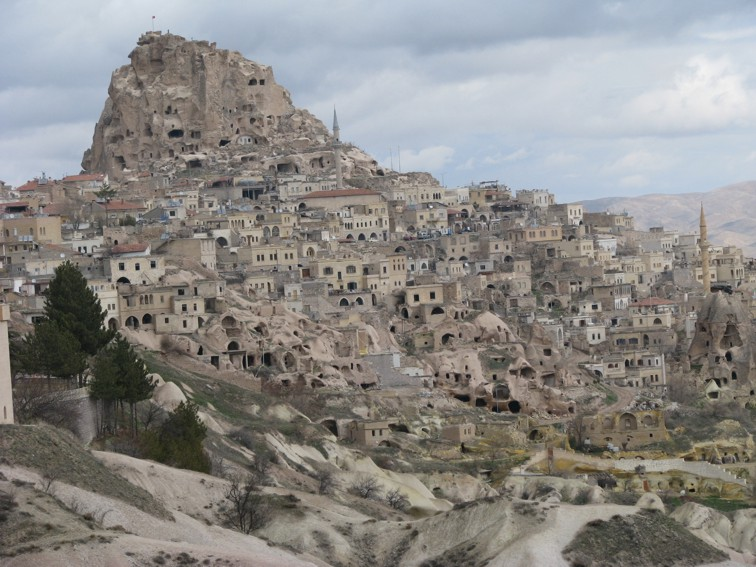
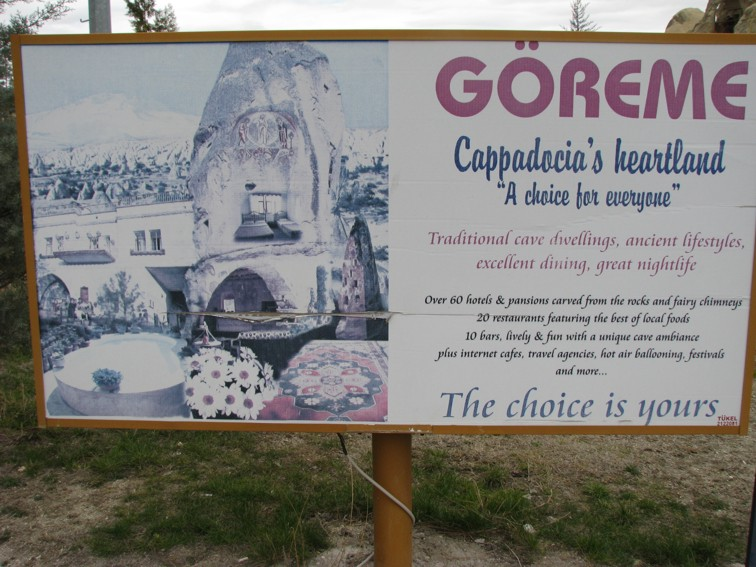
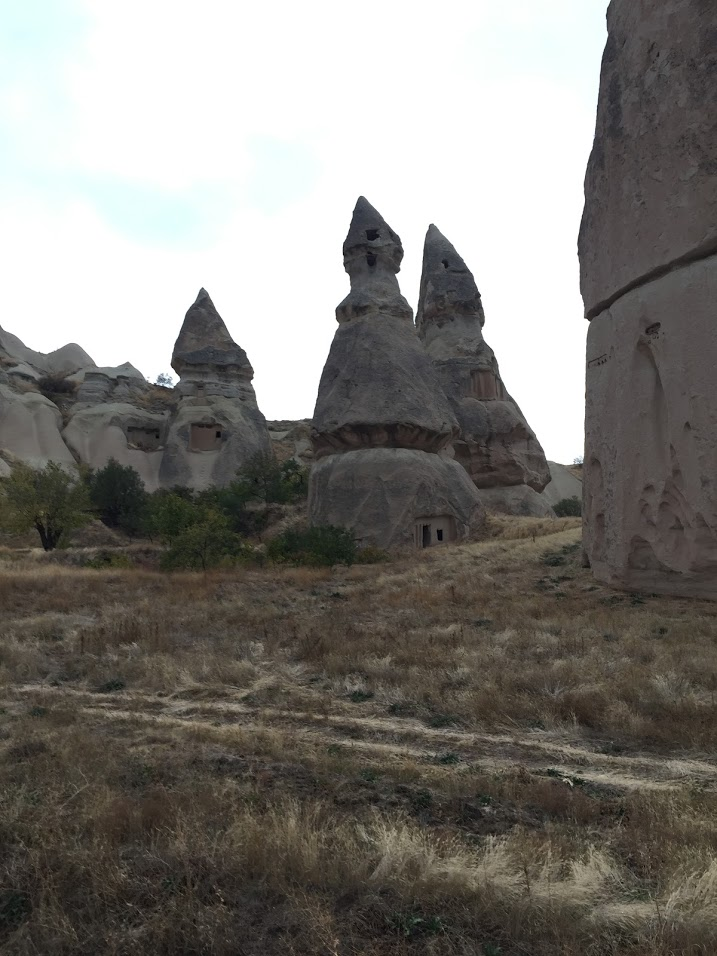
Скелі-перібаджалари
Скелі-перібаджалари